# Anchiornithidae
Anchiornithidae ("anchiornitidi") je dávno vyhynulá čeleď malých opeřených teropodních dinosaurů (klad Maniraptora, Pennaraptora, Paraves). 

## Charakteristika
Tito ptákům podobní a vývojově příbuzní teropodi žili v období střední jury až spodní křídy (zhruba před 165 až 122 miliony let) zejména na území dnešní Číny, ale také Evropy (rod Ostromia z Německa). Ačkoliv byli dříve řazeni do některých jiných skupin teropodních dinosaurů (například mezi troodontidy), podle novějších výzkumů představují samostatnou čeleď, která stojí blízko vývojovým počátkům pravých ptáků.
Není jisté, zda do této skupiny patří také "prapták" Archaeopteryx, pravděpodobně je ale zástupcem jiné vývojiové linie maniraptorních teropodních dinosaurů.

## Zástupci
- Anchiornis
- Aurornis
- Caihong[4]
- Eosinopteryx
- Fujianvenator[5]
- Ostromia[6]
- Pedopenna
- Serikornis
- Xiaotingia
- Yixianosaurus

### Česká literatura
- SOCHA, Vladimír (2021). Dinosauři – rekordy a zajímavosti. Nakladatelství Kazda, Brno. ISBN 978-80-7670-033-8 (str. 141)